# Eduardo De Crescenzo
Eduardo De Crescenzo (Napoli, 8 febbraio 1951) è un cantautore e musicista italiano.

## Biografia

### Le origini
Nipote di Vincenzo De Crescenzo, Eduardo nasce nel popoloso rione  Vasto di Napoli, a tre anni riceve in dono la sua prima fisarmonica; a cinque anni debutta al teatro Argentina di Roma e inizia gli studi classici con il maestro e direttore d'orchestra Giuseppe Bavota. Inizia a suonare giovanissimo in un gruppo beat, Eduardino e i Casanova (tutti originari, infatti, del Ponte di Casanova, nel rione Vasto di Napoli), con cui incide il primo 45 giri Hai detto no!/La strada è il mio mondo nel 1967, dando così il via ad una lunga e intensa gavetta che lo porterà, molto più tardi, fino a Sanremo.
Dopo gli studi di musica classica e l'università (alla facoltà di giurisprudenza, che però lascia dopo aver dato 8 esami) e molteplici esperienze musicali, alla fine degli anni settanta firma un contratto con la Dischi Ricordi. Tra i vari lavori di De Crescenzo per la sua nuova casa discografica vi è la rielaborazione della Czardas, composizione ungherese del XIX secolo di Vittorio Monti, che porterà all'incisione nel 1978 del brano La solitudine. Nel 1980 inizia la collaborazione col duo Franco Migliacci-Claudio Mattone.

### Anni ottanta novanta e duemila
Partecipa a cinque edizioni del Festival di Sanremo: nel 1981 con Ancora (musica: Claudio Mattone; testo: Franco Migliacci), ottenendo il riconoscimento quale migliore interprete dalla giuria di qualità presieduta dal regista Sergio Leone; nel 1985 con il brano Via con me (musica: Claudio Mattone; testo: Daniele Pace) che segna anche la fine del sodalizio artistico con Claudio Mattone; nel 1987 con L'odore del mare (musica: Eduardo De Crescenzo e Maurizio Fabrizio; testo: Guido Morra); nel 1989 con Come mi vuoi (musica e testo E. De Crescenzo e Mariella Nava) e successivamente interpretata anche da Mina, che l'ha inclusa in uno dei suoi lavori discografici (Canzone d'autore, 1996); nel 1991 con E la musica va (musica: Eduardo De Crescenzo; testo Franco Del Prete), venduta anche in Francia, e in Gran Bretagna con la versione inglese The beat goes on, interpretata da Phil Manzanera.
La sua prima produzione alterna canzoni in italiano e in napoletano: ad esempio, il terzo LP, Decrescenzo, inciso nel 1983, è cantato interamente in napoletano. Nel 1984 incide Casualità, colonna sonora del film Fatto su misura di Francesco Laudadio; nello stesso anno canta Taptitò nel film Così parlò Bellavista di Luciano De Crescenzo. Nel 1986 interpreta In fondo al mare nell'album Storie di una storia sola di Toquinho (musica di Maurizio Fabrizio e Toquinho; testo di Guido Morra).
A metà degli anni ottanta, dopo aver interpretato brani scritti da altri autori, De Crescenzo riprende a comporre e inizia a pubblicare le sue canzoni. Dal 1987 al 1995 incide ogni due anni un album, con la collaborazione di diversi parolieri, fra i quali Guido Morra, Eugenio Bennato e Franco Del Prete. Nel 1993 inizia la collaborazione con Sergio Cirillo (album Danza Danza), che poi proseguirà nelle produzioni del 1995 (col brano Cielo su cielo), del 2002 (La vita è un'altra) e del 2013 (Non tardare)
Nelle vesti di coautore o autore delle canzoni che incide a partire dall'album Nudi (1987) va alla continua ricerca di nuovi suoni e contaminazioni; ricerca che porterà più tardi alla pubblicazione dei due album che rappresentano una svolta della sua carriera artistica: Cante jondo nel 1991 e Danza Danza (che contiene il brano Zingaro, composto nel 1991 e dedicato a Camarón de la Isla) nel 1993.
Con quest'ultima produzione discografica arriva anche il successo internazionale, grazie anche alla duplice versione sanremese di E la musica va. Il 1º maggio 1994 si esibisce a Scampia in occasione della Festa del lavoro e nello stesso anno duetta con Angelo Branduardi al "Premio Recanati", ora "Musicultura". Il 3 maggio 1995 all'Auditorium Rai di Napoli tiene un concerto di beneficenza in favore dell'associazione "La città invisibile", da cui sarà poi tratto il primo live della sua carriera.
Nel 1996, dopo pochi mesi dall'uscita dell'album Live (ottobre 1995), in occasione della promozione del brano Cielo su cielo, Eduardo De Crescenzo presenta al Maurizio Costanzo Show il progetto a cui collabora: l'associazione La città invisibile per il recupero dei detenuti del carcere di Poggioreale di Napoli dove si era esibito qualche tempo prima.
Nella seconda metà degli anni novanta, dopo la chiusura del tour Live, pur rimanendo lontano dalla sala d'incisione (l'ultimo nuovo brano registrato è Cielo su cielo del 1995), il fisarmonicista partenopeo non smette di cantare e di tenere concerti, soprattutto nel Centro-Sud. Nell'estate del 1999 è ospite all'undicesima edizione del Premio Charlot a Paestum, in provincia di Salerno, dove ripropone alcuni dei lavori più rappresentativi dell'ultima produzione artistica.
Nell'autunno del 2000, a conclusione del tour Concerto del Mediterraneo, inizia la preparazione del nuovo album che, dopo una lunga gestazione, porterà a La vita è un'altra, di cui firma anche le liriche di diversi brani, fra cui Fammi sognare. Nel 2001, come l'anno precedente, fa un lungo tour estivo, l'ultimo prima dell'uscita del nuovo disco.
Nel 2002 è ospite dello show del sabato sera di Gianni Morandi Uno di noi.
In occasione del suo ritorno discografico dopo oltre sei anni di silenzio - nel corso dei quali le sue vecchie etichette discografiche commercializzano varie antologie - con la pubblicazione dell'album La vita è un'altra la 'voce-strumento' napoletana dà il via al tour teatrale che lo porterà in giro per l'Italia, accompagnato dalla sua band storica, partendo dal teatro Palapartenope di Napoli il 10 aprile 2003 (trasmesso in differita su Rai Uno il 20 luglio), con la partecipazione di Maria Pia De Vito in Parole nuove e in E la musica va, di Teresa De Sio in Quantu tiempo ce vò e di Mireille Mathieu in Ancora. Nell'estate del 2003 partecipa all'ottava edizione del Premio Massimo Troisi e al Premio Caruso

### Gli anni dell'impegno sociale
Nell'autunno del 2004, a conclusione del tour estivo, De Crescenzo è testimonial del "Columbus Day", per la comunità italiana degli Stati Uniti, alla quale dedica il concerto dell'8 ottobre tenuto al Manhattan Center Theatre di New York.. Il 20 maggio 2005 si esibisce al teatro Sociale di Como, insieme a Ron e ai Matia Bazar, per la kermesse in favore dell'Associazione Italiana Sclerosi Multipla, segnando il suo ritorno nella regione lombarda a distanza di due anni dall'ultimo concerto, tenuto al teatro Smeraldo di Milano il 23 maggio 2003..
Nell'estate del 2005, a distanza di due anni da La vita è un'altra, De Crescenzo si ripropone in un nuovo tour proprio mentre lavora all'ideazione del suo nuovo progetto di solidarietà ("Le Mani") che, tuttavia, darà risultati concreti solo più tardi, con l'apertura, nel cuore di Napoli, del primo "Help Center" della sua città natale. Sempre nel 2005 incide per la prima volta un brano in lingua straniera, Surubà, che farà parte dell'album Danza di Karl Potter,
Il 18 febbraio 2006 si esibisce, insieme ad altri artisti, al teatro Mercadante di Napoli, in occasione del "Galà di solidarietà" per gli anziani, organizzato dalla Comunità di Sant'Egidio. Negli ultimi anni, dunque, si è dedicato soprattutto alla musica dal vivo e a progetti di solidarietà: il 26 maggio 2006 pubblica, appunto, l'album Le mani, tratto dal concerto svoltosi alla stazione centrale di Napoli il 17 dicembre 2005, con la partecipazione del violinista del Teatro San Carlo di Napoli, Daniele Baione, del coro dei cameristi di Carlo Morelli e di Paul e Gabin Dabirè. Il concerto viene trasmesso in diretta da Radio Kiss Kiss e, in differita, il 31 dicembre 2005, sui canali di Rai International in Australia, Stati Uniti, Canada, Sud America, Asia ed Africa.
Frutto del lavoro dell'artista sarà poi l'apertura, il 27 dicembre 2006, presso la stazione centrale di Napoli, del primo "Help Center" informatizzato: uno sportello di ascolto e orientamento per le persone in difficoltà, al fine di prevedere l'ubicazione di nuovi posti letto per i più bisognosi presso il centro "La Tenda". È questa la prima iniziativa concreta del progetto "Le mani", promosso da De Crescenzo insieme a don Elvio Damoli e don Antonio Vitiello. Il 13 luglio 2006, ad Agnano Terme (Napoli), il musicista partenopeo si esibisce in concerto al 7º Galà di Beneficenza "Una sera per la vita", organizzato dalla sezione napoletana della Lega Italiana per la Lotta ai Tumori e dall'Istituto Pascale, manifestazione finalizzata a sostenere la ricerca e l'assistenza oncologica domiciliare gratuita.
In occasione del concerto tenuto all'Arena Flegrea di Napoli il 7 settembre 2006, De Crescenzo viene premiato dal Presidente dell'Ente Provincia quale "musicista da sempre protagonista d'impegno sociale e solidarietà". Il 30 settembre dello stesso anno partecipa alla seconda edizione della "Notte Bianca" della città di Napoli, manifestazione alla quale prendono parte anche altri cantautori italiani, tra i quali Lucio Dalla, Pino Daniele, Francesco De Gregori e Ivano Fossati. Il suo concerto si è svolto in una delle più antiche piazze napoletane, nei pressi della Porta Capuana, costruita nel 1484 e simbolo dell'architettura rinascimentale del periodo aragonese, ma anche dell'emarginazione contemporanea delle classi sociali più deboli.

### Anni 2007 - 2011
Qualche tempo dopo la chiusura del tour 2006 Le mani, Eduardo De Crescenzo ritorna sul palco in diverse occasioni. Due sono le sue apparizioni in pubblico nella prima metà del 2007: la prima il concerto tenuto a Scampia il 20 marzo, organizzato dalle istituzioni locali nell'ambito del progetto "Illuminiamo la notte", per favorire la rinascita culturale dei quartieri a rischio e al fine di sottrarre spazio vitale alla camorra, creando centri di aggregazione sociale per i giovani; la seconda il 14 aprile, in occasione del concerto svoltosi al teatro Delle Palme di Napoli, nell'ambito degli eventi che hanno fatto da cornice alla quinta Conferenza Nazionale del Volontariato, organizzata dal Ministero della solidarietà sociale.
Il 26 giugno 2007 la Sony/BMG pubblica una nuova antologia che include canzoni del periodo 1978-1991, Le più belle, e che, oltre a riprendere vecchi successi, ripropone il brano La solitudine a distanza di circa trent'anni dalla sua incisione. Il 21 ottobre dello stesso anno De Crescenzo è tra gli ospiti al Meeting Internazionale per la Pace, promosso dalla Comunità di Sant'Egidio e svoltosi al teatro San Carlo di Napoli tra il 21 e il 23 ottobre in occasione della visita di Papa Benedetto XVI alla città partenopea. Il 19 novembre 2007 al teatro Acacia di Napoli, il cantautore riceve il premio "Napoli c'è", promosso dalla rivista mensile L'Espresso Napoletano, per essersi distinto per la sua arte compositiva e, come si legge nella motivazione ufficiale del riconoscimento, "per avere esplorato con sensibilità le colorate armonie della propria terra".
Dopo la premiazione, si è esibito in uno dei suoi ultimi live del 2007, riproponendo, in due ore di concerto, tutte la canzoni più significative della sua ultima produzione artistica. Il 30 dicembre si esibisce ancora dal vivo al teatro Delle Palme di Napoli. Nel 2008 De Crescenzo ritorna sul palco per il concerto-evento dell'Arena Flegrea e, dopo qualche altra esibizione pubblica, l'anno si chiude con il live del 28 ottobre al teatro Palapartenope di Napoli.. In occasione della festa dell'Epifania del 2009, il musicista ha preso parte all'intenso dibattito pubblico che ha riguardato gli atavici problemi socio-economici della sua città natale.
L'11 marzo 2010 De Crescenzo è ospite al teatro Sociale di Mantova, in occasione della "Quarta giornata mondiale del rene", per il concerto La mia vita in te, organizzato per sensibilizzare la collettività sul tema della donazione degli organi da persona vivente. Nel 2011 viene pubblicato dalla Sony Music I miei successi, una nuova antologia di vecchi brani dell'artista partenopeo relativa al decennio compreso tra il 1981 e il 1991, che ripropone, ancora una volta, il brano La solitudine del 1978, una delle prime canzoni incise da De Crescenzo con la casa discografica Dischi Ricordi.

### Il ritorno artistico dal 2012
Dopo una lunga assenza dal palco - la sua ultima esibizione in concerto per il grande pubblico risale al 28 ottobre 2008 - Eduardo De Crescenzo ritorna in tour nella primavera del 2012 con l'anteprima di Essenze Jazz, concerto dal vivo in cui rivisita in chiave jazz una parte importante del suo repertorio, con la collaborazione, per gli arrangiamenti, di Stefano Sabatini.
Tra le date del nuovo tour, quelle principali a Milano il 24 aprile; a Roma il 4 maggio e al Teatro San Carlo di Napoli l'11 giugno 2012, evento successivamente trasmesso il 4 luglio su Radio 1.
L'anteprima di Essenze jazz si chiude il 15 settembre 2012 con il concerto tenuto presso il Museo nazionale ferroviario di Pietrarsa a Portici, in provincia di Napoli.
L'anno seguente ritorna in concerto il 21 marzo al Teatro Sistina di Roma per dare il via alla seconda parte di Essenze e, tra le tante date, vi è l'esibizione del 22 giugno al Ravello Festival, con il concerto tenuto presso il Belvedere di Villa Rufolo e quella del 7 luglio al Teatro Morlacchi di Perugia, nell'ambito della rassegna "Umbria Jazz 2013".
A distanza di circa sette anni dall'ultimo disco pubblicato (Le Mani, nel 2006) il 12 novembre 2013 Eduardo De Crescenzo pubblica il suo nuovo album, Essenze Jazz, su etichetta EmArcy-Universal.
Il disco ripropone in chiave jazz le canzoni che hanno segnato le tappe fondamentali della sua storia musicale e comprende l'inedito Non tardare.
Il trombettista Enrico Rava, coinvolto nel progetto, ha dichiarato: “Il mondo di Eduardo è come un giardino incantato, dove i fiori del blues si fondono con gli umori di Napoli dando vita a un canto poetico emozionante e irresistibile”.

### Il nuovo progetto discografico nel 2022
A seguito dell'entrata in vigore delle disposizioni anti-Covid, il 28 febbraio 2020 sospende il suo Essenze Jazz Tour - replicato per il sesto anno consecutivo - per dedicarsi completamente al nuovo progetto discografico, tuttavia ancora in fase embrionale.

Il 12 giugno 2021, con il primo concerto post-pandemia, De Crescenzo presenta in anteprima assoluta il suo nuovo programma musicale, Avvenne a Napoli, omaggio del musicista partenopeo  ai classici della canzone napoletana dell'Ottocento e del primo Novecento.
Il 26 maggio 2022, il nuovo progetto musicale di De Crescenzo, insieme al pianista Julian Oliver Mazzariello, porterà alla pubblicazione del suo tredicesimo disco, 
Avvenne a Napoli appunto, con l'incisione di 20 tra i più rappresentativi brani della storia musicale della canzone classica Napoletana. 

## Discografia

### Album in studio
- 1981 - Ancora
- 1982 - Amico che voli
- 1983 - De Crescenzo
- 1985 - Dove c'è il mare
- 1987 - Nudi
- 1989 - C'è il sole
- 1991 - Cante jondo
- 1993 - Danza Danza
- 2002 - La vita è un'altra
- 2006 - Le mani
- 2013 - Essenze Jazz
- 2022 - Avvenne a Napoli

### Live
- 1995 - Live (contiene il brano inedito cielo su cielo)

### Raccolte
- 1985 - Raccolta di successi
- 1996 - All the best
- 1996 - Superbest
- 1997 - Dove musica c'è
- 1998 - 80 minuti insieme
- 2000 - I miti
- 2007 - Le più belle
- 2009 - La mia musica
- 2011 - I miei successi
- 2011 - Ancora De Crescenzo
- 2013 - Un'ora con Eduardo De Crescenzo

### Singoli
- 1967 - Hai detto no!/La strada è il mio mondo (come Eduardino e i Casanova)
- 1978 - La solitudine/Senza parole
- 1981 - Ancora/Il treno
- 1985 - Via con me/Da lontano
- 1987 - L'odore del mare/La qualità
- 1989 - Come mi vuoi/Vola
- 1991 - E la musica va/Cerca quella chiave
- 2002 - Ma quale amore
- 2002 - Naviganti
- 2002 - Fammi sognare
- 2013 - Non tardare

### Video
- 2006 - Le mani - Un ragazzo della ferrovia in concerto
- 2016 - Essenze

### Collaborazioni
- 1986 - Toquinho - Brano In fondo al mare - album Storie di una storia sola
- 1992 - Peppino Di Capri - Suona la fisarmonica nel brano 'Nu penziero - album ..e cerchi il mare
- 2005 - Karl Potter - Brano Suruba - album Danza

## Partecipazioni al Festival di Sanremo
- Festival di Sanremo 1981: finalista con Ancora.
- Festival di Sanremo 1985: classificato 14º con Via con me.
- Festival di Sanremo 1987: classificato 15º con L'odore del mare.
- Festival di Sanremo 1989: classificato 21º con Come mi vuoi.
- Festival di Sanremo 1991: classificato 15º con E la musica va, con la versione in inglese The Beat Goes On di Phil Manzanera.